# An einem Samstag
Der Spielfilm An einem Samstag (russisch В субботу W subbotu, ukrainisch У суботу U subotu) handelt von dem erfolglosen Versuch, am Tag der Nuklearkatastrophe von Tschernobyl, einem Samstag, vor deren Folgen aus der Stadt Prypjat zu fliehen, vor deren Toren das Kernkraftwerk Tschernobyl liegt. Er gehörte zum Wettbewerbsprogramm der Berlinale 2011.

## Handlung
Der junge Parteifunktionär Valerij Kabysch erkennt, dass im nahegelegenen Kernkraftwerk Tschernobyl etwas Schlimmes passiert sein muss und lässt sich nicht abwiegeln. Als ein uneinsichtiger Apparatschik ihn nötigt, mit ihm in seinem Auto in unmittelbare Nähe des brennenden Blocks zu fahren, ergreift er von dort die Flucht. Im Morgengrauen passt er seine Freundin Vera an der Arbeit ab und drängt sie zur gemeinsamen Flucht aus der Stadt. Zunächst verpassen sie den geplanten Zug, dann fehlt Veras Pass, der als Pfand hinterlegt wurde. Sie landen auf einer Hochzeitsfeier, wo Valerij sich überreden lässt, den neuen Schlagzeuger seiner früheren Band zu ersetzen, der sich schon vor dem Auftritt völlig betrunken hat. So vergeht schließlich der Tag, bis es für alle zu spät ist, der Strahlung zu entrinnen.

## Hintergrund
Nach Aussage des Regisseurs Alexander Mindadse wollte dieser einen Film über Tschernobyl machen, der thematisiert, warum die Bewohner nicht geflüchtet sind, obwohl viele sicherlich von der Katastrophe wussten, wohl aber ihre unsichtbare Gefahr unterschätzten.
Hauptdarsteller Anton Schagin kommt selbst aus Karatschew, das von der Katastrophe direkt betroffen war.
Laut Angaben im Vor- und Abspann wurde der Film durch reale Charaktere, welche die Katastrophe überlebten, inspiriert.

## Kritiken
„Die Entscheidung, sich nicht auf die Katastrophe einzulassen, sondern den Film dramaturgisch zu entschleunigen, ist zweifellos ein spannender Ansatz. […] Doch nicht nur inhaltlich, auch ästhetisch verfügt An einem Samstag über ein Konzept, das eher in der Theorie interessant ist. Oleg Mutu radikalisiert seine dokumentarische Handkameraarbeit aus 4 Monate, 3 Wochen und 2 Tage (4 luni, 3 saptamani 2 zile, 2007) und fokussiert mit reichlich Gewackel fast ausschließlich die Gesichter der Figuren. Weitgehend konsequent verweigert der Film dem Zuschauer übersichtliche Totalen und lässt das Umfeld der Darsteller in der Unschärfe verschwinden. Als Bild für den desorientierten Zustand seines Protagonisten ist das durchaus plausibel, das ständige Gewackel stellt aber auch eine nicht leicht zu ertragende Geduldsprobe für den Zuschauer dar.“